# Dissogenes petersi
Dissogenes petersi is een zeester uit de familie Ophidiasteridae.
De wetenschappelijke naam van de soort werd in 1981 gepubliceerd door Jangoux.